# Gare de Montluçon-Rimard
Gare de Montluçon-Rimard vasútállomás Franciaországban, Montluçon településen.

## Vasútvonalak
Az állomást az alábbi vasútvonalak érintik:
- Montluçon-Moulins-vasútvonal

## Kapcsolódó állomások
A vasútállomáshoz az alábbi állomások vannak a legközelebb:
- Gare de Montluçon-Ville
- Gare de Commentry